# Provincia de In Salah
In Salah (en árabe: ولاية عين صالح‎) es una provincia argelina creada en 2019, anteriormente, una provincia delegada creada en 2015.

## Geografía
La provincia de In Salah está en el Sáhara argelino, su superficie es de 131 220 km².
Está delimitada por:
- al norte con la provincia de El Menia y la provincia de Uargla;
- al este por la provincia de Illizi;
- al noroeste por la provincia de Timimoun;
- al oeste por la provincia de Adrar ;
- y al sur por la provincia de Tamanrasset.

## Historia
La provincia de In Salah fue creada el 26 de noviembre de 2019. Anteriormente fue una provincia delegada, creada el 27 de mayo de 2015, creándose distritos administrativos en determinadas provincia y fijando las normas específicas relativas a las mismas, así como la relación de municipios que se adscriben a ella. Antes de 2019, estaba adjunto a la provincia de Tamanrasset.

## Organización
Durante el parón administrativo de 2015, la provincia delegada de In Salah estaba formada por 2 distritos y 3 comunas.

### Lista de walis
| Distrito | Comuna            | Arábe       |
| -------- | ----------------- | ----------- |
| In Ghar  | In Ghar           | إن غار      |
| In Salah | Foggaret Ezzaouia | فقارة الزوى |
| In Salah | In Salah          | عين صالح    |

## Demografía
Según el censo general de población y vivienda de 2008, todos los municipios de la provincia de In Salah tenían 50 392 habitantes.